# Nisaxis caudata
Nisaxis caudata är en skalbaggsart som beskrevs av Schaeffer 1905. Nisaxis caudata ingår i släktet Nisaxis och familjen kortvingar. Inga underarter finns listade i Catalogue of Life.